# Bonyhádi járás
A Bonyhádi járás Tolna vármegyéhez tartozó járás Magyarországon, amely 2013-ban jött létre. Székhelye Bonyhád. Területe 476,77 km², népessége 31 582 fő, népsűrűsége pedig 66 fő/km² volt 2013 elején. 2013. július 15-én két város (Bonyhád és Nagymányok) és 23 község tartozott hozzá.
A Bonyhádi járás a járások 1983-as megszüntetése előtt is létezett, ezen a néven az 1950-es járásrendezéstől kezdve, korábbi neve Völgységi járás volt. Székhelye mindvégig Bonyhád volt, és 1978 végén szűnt meg.

## Települései
| Település     | Rang (2013. július 15.) | Közös hivatal | Kistérség (2013. január 1.) | Népesség (2013. január 1.) | Terület (km²) |
| ------------- | ----------------------- | ------------- | --------------------------- | -------------------------- | ------------- |
| Bonyhád       | járásszékhely város     | Bonyhád       | Bonyhádi                    | 13 758                     | 72,13         |
| Nagymányok    | város                   |               | Bonyhádi                    | 2 289                      | 10,68         |
| Aparhant      | község                  | Aparhant      | Bonyhádi                    | 1 038                      | 17,96         |
| Bátaapáti     | község                  | Bátaapáti     | Bonyhádi                    | 411                        | 20,44         |
| Bonyhádvarasd | község                  | Bonyhád       | Bonyhádi                    | 434                        | 10,45         |
| Cikó          | község                  | Bátaapáti     | Bonyhádi                    | 861                        | 19,86         |
| Felsőnána     | község                  | Zomba         | Szekszárdi                  | 609                        | 18,9          |
| Grábóc        | község                  | Bonyhád       | Bonyhádi                    | 180                        | 13,73         |
| Györe         | község                  | Aparhant      | Bonyhádi                    | 670                        | 11,32         |
| Izmény        | község                  | Bonyhád       | Bonyhádi                    | 491                        | 13,73         |
| Kakasd        | község                  | Aparhant      | Bonyhádi                    | 1 658                      | 20,79         |
| Kéty          | község                  | Zomba         | Szekszárdi                  | 719                        | 16,52         |
| Kisdorog      | község                  | Bonyhád       | Bonyhádi                    | 773                        | 20            |
| Kismányok     | község                  | Bonyhád       | Bonyhádi                    | 332                        | 5,43          |
| Kisvejke      | község                  | Bonyhád       | Bonyhádi                    | 393                        | 11,33         |
| Lengyel       | község                  | Tevel         | Bonyhádi                    | 539                        | 20,03         |
| Mórágy        | község                  | Bátaapáti     | Bonyhádi                    | 773                        | 17,61         |
| Mőcsény       | község                  | Bonyhád       | Bonyhádi                    | 386                        | 12,15         |
| Mucsfa        | község                  | Aparhant      | Bonyhádi                    | 374                        | 12,75         |
| Murga         | község                  | Zomba         | Szekszárdi                  | 67                         | 6,59          |
| Nagyvejke     | község                  | Aparhant      | Bonyhádi                    | 169                        | 7,77          |
| Tevel         | község                  | Tevel         | Bonyhádi                    | 1 419                      | 25,27         |
| Váralja       | község                  | Bonyhád       | Bonyhádi                    | 883                        | 21,12         |
| Závod         | község                  | Tevel         | Bonyhádi                    | 287                        | 12,91         |
| Zomba         | község                  | Zomba         | Szekszárdi                  | 2 069                      | 57,3          |